# (11441) Anadiego
(11441) Anadiego est un astéroïde de la ceinture principale.

## Description
(11441) Anadiego est un astéroïde de la ceinture principale. Il fut découvert le 31 décembre 1975 à El Leoncito par Mario R. Cesco. Il présente une orbite caractérisée par un demi-grand axe de 2,56 UA, une excentricité de 0,26 et une inclinaison de 12,3° par rapport à l'écliptique.

## Compléments